# Mejor quinteto defensivo de la NBA G League
| Jugador (X)          | Denota el número de veces que ha sido elegido                                                    |
| Jugador (en negrita) | Indica el jugador que ganó el premio al Mejor Defensor de la NBA Development League el mismo año |

| Temporada | Primer equipo          | Primer equipo            | Segundo equipo             | Segundo equipo           | Tercer equipo          | Tercer equipo         |
| Temporada | Jugadores              | Equipos                  | Jugadores                  | Equipos                  | Jugadores              | Equipos               |
| --------- | ---------------------- | ------------------------ | -------------------------- | ------------------------ | ---------------------- | --------------------- |
| 2010-11   | Tony Gaffney           | Utah Flash               | Marcus Cousin              | Austin Toros             |                        |                       |
| 2010-11   | Orien Greene           | Utah Flash               | Ronald Dupree              | Utah Flash               |                        |                       |
| 2010-11   | Othyus Jeffers         | Iowa Energy              | Cedric Jackson             | Idaho Stampede           |                        |                       |
| 2010-11   | Chris Johnson          | Dakota Wizards           | Ivan Johnson               | Erie Bayhawks            |                        |                       |
| 2010-11   | Larry Owens            | Tulsa 66ers              | Mario West                 | Maine Red Claws          |                        |                       |
| 2010-11   | Sean Williams          | Texas Legends            |                            |                          |                        |                       |
| 2011-12   | Marcus Dove            | Dakota Wizards           | Jerome Dyson               | Tulsa 66ers              |                        |                       |
| 2011-12   | Stefhon Hannah         | Dakota Wizards           | Courtney Fortson           | Los Angeles D-Fenders    |                        |                       |
| 2011-12   | Jerry Smith            | Springfield Armor        | Marcus Lewis               | Tulsa 66ers              |                        |                       |
| 2011-12   | Malcolm Thomas         | Los Angeles D-Fenders    | Mikki Moore                | Idaho Stampede           |                        |                       |
| 2011-12   | Sean Williams (2)      | Texas Legends            | Larry Owens (2)            | Tulsa 66ers              |                        |                       |
| 2012-13   | Stefhon Hannah (2)     | Santa Cruz Warriors      | Justin Holiday             | Idaho Stampede           | Chris Roberts          | Austin Toros          |
| 2012-13   | Jorge Gutiérrez        | Canton Charge            | Cory Joseph                | Austin Toros             | Sadiel Rojas           | Fort Wayne Mad Ants   |
| 2012-13   | Chris Wright           | Maine Red Claws          | Mark Tyndale               | Maine Red Claws          | Othyus Jeffers (2)     | Iowa Energy           |
| 2012-13   | Damion James           | Bakersfield Jam          | Toure' Murry               | Rio Grande Valley Vipers | Elijah Millsap         | Los Angeles D-Fenders |
| 2012-13   | Fab Melo               | Maine Red Claws          | Hilton Armstrong           | Santa Cruz Warriors      | Mickell Gladness       | Santa Cruz Warriors   |
| 2013-14   | Jorge Gutiérrez (2)    | Canton Charge            | Patrick Christopher        | Iowa Energy              | Chris Babb             | Maine Red Claws       |
| 2013-14   | DeAndre Liggins        | Sioux Falls Skyforce     | Sadiel Rojas (2)           | Fort Wayne Mad Ants      | Dee Bost               | Idaho Stampede        |
| 2013-14   | Othyus Jeffers (2)     | Iowa Energy              | Chris Wright (2)           | Maine Red Claws          | Thanasīs Antetokounmpo | Delaware 87ers        |
| 2013-14   | Mo Charlo              | Reno Bighorns            | Willie Reed                | Reno Bighorns            | Gilbert Brown          | Canton Charge         |
| 2013-14   | Justin Hamilton        | Sioux Falls Skyforce     | Hilton Armstrong (2)       | Santa Cruz Warriors      | Mickell Gladness (2)   | Reno Bighorns         |
| 2014-15   | Aaron Craft            | Santa Cruz Warriors      | Tim Frazier                | Maine Red Claws          | Chris Babb (2)         | Maine Red Claws       |
| 2014-15   | Fuquan Edwin           | Sioux Falls Skyforce     | Joe Jackson                | Bakersfield Jam          | Dominique Sutton       | Santa Cruz Warriors   |
| 2014-15   | Willie Reed (2)        | Grand Rapids Drive       | Thanasīs Antetokounmpo (2) | Westchester Knicks       | Jonathon Simmons       | Austin Spurs          |
| 2014-15   | Clint Capela           | Rio Grande Valley Vipers | Eric Griffin               | Texas Legends            | Ognjen Kuzmić          | Santa Cruz Warriors   |
| 2014-15   | Khem Birch             | Sioux Falls Skyforce     | Sim Bhullar                | Reno Bighorns            | Hasheem Thabeet        | Grand Rapids Drive    |
| 2015-16   | Aaron Craft (2)        | Santa Cruz Warriors      |                            |                          |                        |                       |
| 2015-16   | Keith Appling          | Erie BayHawks            |                            |                          |                        |                       |
| 2015-16   | Jordan Bachynski       | Westchester Knicks       |                            |                          |                        |                       |
| 2015-16   | DeAndre Liggins (2)    | Sioux Falls Skyforce     |                            |                          |                        |                       |
| 2015-16   | Micheal Eric           | Texas Legends            |                            |                          |                        |                       |
| 2016-17   | Briante Weber          | Sioux Falls Skyforce     |                            |                          |                        |                       |
| 2016-17   | David Nwaba            | Los Angeles D-Fenders    |                            |                          |                        |                       |
| 2016-17   | Eric Moreland          | Canton Charge            |                            |                          |                        |                       |
| 2016-17   | Keith Benson           | Sioux Falls Skyforce     |                            |                          |                        |                       |
| 2016-17   | Walter Tavares         | Raptors 905              |                            |                          |                        |                       |
| 2017-18   | Briante Weber (2)      | Sioux Falls Skyforce     |                            |                          |                        |                       |
| 2017-18   | Kadeem Allen           | Maine Red Claws          |                            |                          |                        |                       |
| 2017-18   | Amile Jefferson        | Iowa Wolves              |                            |                          |                        |                       |
| 2017-18   | Landry Nnoko           | Grand Rapids Drive       |                            |                          |                        |                       |
| 2017-18   | Amida Brimah           | Austin Spurs             |                            |                          |                        |                       |
| 2018-19   | Kadeem Allen (2)       | Westchester Knicks       |                            |                          |                        |                       |
| 2018-19   | Chris Boucher          | Raptors 905              |                            |                          |                        |                       |
| 2018-19   | Amida Brimah (2)       | Austin Spurs             |                            |                          |                        |                       |
| 2018-19   | Gary Payton II         | Rio Grande Valley Vipers |                            |                          |                        |                       |
| 2018-19   | Norvel Pelle           | Delaware Blue Coats      |                            |                          |                        |                       |
| 2019-20   | Tacko Fall             | Maine Red Claws          |                            |                          |                        |                       |
| 2019-20   | Tra-Deon Hollins       | Grand Rapids Drive       |                            |                          |                        |                       |
| 2019-20   | Christ Koumadje        | Delaware Blue Coats      |                            |                          |                        |                       |
| 2019-20   | Sir’Dominic Pointer    | Canton Charge            |                            |                          |                        |                       |
| 2019-20   | Kenny Wooten           | Westchester Knicks       |                            |                          |                        |                       |
| 2020-21   | Paul Reed              | Delaware Blue Coats      |                            |                          |                        |                       |
| 2020-21   | Moses Brown            | Oklahoma City Blue       |                            |                          |                        |                       |
| 2020-21   | Mamadi Diakité         | Lakeland Magic           |                            |                          |                        |                       |
| 2020-21   | Tahjere McCall         | Lakeland Magic           |                            |                          |                        |                       |
| 2020-21   | Gary Payton II (2)     | Raptors 905              |                            |                          |                        |                       |
| 2021-22   | Charles Bassey         | Delaware Blue Coats      |                            |                          |                        |                       |
| 2021-22   | Braxton Key            | Delaware Blue Coats      |                            |                          |                        |                       |
| 2021-22   | Tacko Fall (2)         | Cleveland Charge         |                            |                          |                        |                       |
| 2021-22   | Shaquille Harrison     | Delaware Blue Coats      |                            |                          |                        |                       |
| 2021-22   | Trevelin Queen         | Rio Grande Valley Vipers |                            |                          |                        |                       |
| 2022-23   | Kris Dunn              | Capital City Go-Go       |                            |                          |                        |                       |
| 2022-23   | Shaquille Harrison (2) | South Bay Lakers         |                            |                          |                        |                       |
| 2022-23   | Jay Huff               | Capital City Go-Go       |                            |                          |                        |                       |
| 2022-23   | Neemias Queta          | Stockton Kings           |                            |                          |                        |                       |
| 2022-23   | Mfiondu Kabengele      | Maine Celtics            |                            |                          |                        |                       |
| 2023-24   | Shaquille Harrison (3) | South Bay Lakers         |                            |                          |                        |                       |
| 2023-24   | Kylor Kelley           | Maine Celtics            |                            |                          |                        |                       |
| 2023-24   | Nate Hinton            | Rio Grande Valley Vipers |                            |                          |                        |                       |
| 2023-24   | Trhae Mitchell         | Rio Grande Valley Vipers |                            |                          |                        |                       |
| 2023-24   | Darius Bazley          | Salt Lake City Stars     |                            |                          |                        |                       |
| 2024-25   | Braxton Key (2)        | Santa Cruz Warriors      |                            |                          |                        |                       |
| 2024-25   | Ibou Badji             | Wisconsin Herd           |                            |                          |                        |                       |
| 2024-25   | Isaiah Miller          | Austin Spurs             |                            |                          |                        |                       |
| 2024-25   | Isaac Nogués           | Rip City Remix           |                            |                          |                        |                       |
| 2024-25   | Moses Brown            | Westchester Knicks (2)   |                            |                          |                        |                       |